# Slow (canção de Kiyoharu)
"Slow" (estilizado como slow) é o nono single do músico japonês Kiyoharu, lançado em 22 de novembro de 2006 pela Bouncy Records. O single foi lançado em duas edições: a regular, com apenas o CD de três faixas sendo elas "Slow", "cry'n" e "my love -version 2-" e a limitada, contendo um DVD com o videoclipe da faixa título porém não incluindo "my love -version 2-" no CD.
"Slow" é tema de abertura do anime The Wallflower e o single seguinte "Carnation" é tema de encerramento. A colaboração aconteceu porque a autora da obra, Tomoko Hayakawa, é uma grande fã do músico, sendo que o personagem principal do mangá é inspirado nele. Ela escolheu a canção a ouvindo o álbum já lançado Vinnybeach ~Kakuu no Kaigan~, fazendo então "Slow" ser lançada como single com arranjo diferente.

## Lançamento
Em 22 de novembro de 2006 o website Barks anunciou o lançamento e os detalhes do single e também do single seguinte "Carnation", apresentando o videoclipe de "Slow" e um vídeo comentário de Kiyoharu no site.

## Estilo musical e recepção
Em crítica ao single completo, o portal Jame World disse que é um single "básico em sua execução" para que enfatize os vocais de Kiyoharu. Também afirmou que o single é "emotivo, mas sem ser sentimental demais".
O website CD Journal elogiou a melodia de "Slow", descrevendo a musicalidade de "Slow" como rock, apesar de comentar que a guitarra apresenta um som pop, melancólica, e com passagem acústica. Já sobre os temas, o site contou que a música é uma canção de amor que "enfatiza a ingenuidade e a resistência" e retrata um homem buscando conquistar o seu amor. Barks mencionou que os vocais de Kiyoharu também transmitem melancolia.
Sobre o lado-B "Cry'n", CD Journal website relatou que o tema é praticamente o mesmo, mas dessa vez sendo uma canção de pop rock e com vocais carregados. Jame World descreveu que ele possui mais guitarra do que "Slow", contando com a mistura entre violão e guitarra, e que para se encaixar melhor com a faixa título, não é uma canção agressiva.
"My love -version 2-" é uma canção lançada no álbum anterior Kanno Boogie regravada e rearranjada. Também é uma canção de amor, porém com a melodia um pouco diferente das outras duas. Jame World e CD Journal sugerem que é uma canção sedutiva e dançante.

## Desempenho comercial
Alcançou a 15ª posição na Oricon Singles Chart, permanecendo na parada por quatro semanas.

## Faixas

### Edição regular
Todas as faixas escritas e compostas por Kiyoharu. 
| CD             |                         |         |  |
| N.º            | Título                  | Duração |  |
| 1.             | "slow -single version-" | 6:26    |  |
| 2.             | "cry'n"                 | 4:07    |  |
| Duração total: | Duração total:          | 10:33   |  |

DVD
1. slow VIDEO CLIP

### Edição limitada
| CD             |                         |         |  |
| N.º            | Título                  | Duração |  |
| 1.             | "slow -single version-" | 6:26    |  |
| 2.             | "cry'n"                 | 4:07    |  |
| 3.             | "my love -version 2-"   | 4:29    |  |
| Duração total: | Duração total:          | 15:02   |  |